# Dola (Bośnia i Hercegowina)
Dola (cyr. Дола) – wieś w Bośni i Hercegowinie, w Republice Serbskiej, w gminie Bileća. W 2013 roku liczyła 4 mieszkańców.